# 林峰成
林峰成，马来西亚政治人物，行动党籍，曾经担任槟城州峇眼国会议员（1990年至1995年，1995年至2008年），槟城州立法议会麦曼珍州议员（1990年至1995年），峇眼惹玛州议员（1986年至1990年，2008年至2018年），槟城州行政议员。

## 个人荣誉
- 檳城：
  -  槟城护国荣誉勋章（DMPN）—拿督（2018年）[3][4]